# Říkovice (stacja kolejowa)
Říkovice – stacja kolejowa w miejscowości Říkovice, w kraju ołomunieckim, w Czechach. Znajduje się na wysokości 210 m n.p.m.
Na stacji nie ma możliwości zakupu biletów, a obsługa podróżnych odbywa się w pociągu. 

## Linie kolejowe
- 330 Přerov - Břeclav